# 国際連合におけるLGBTの権利

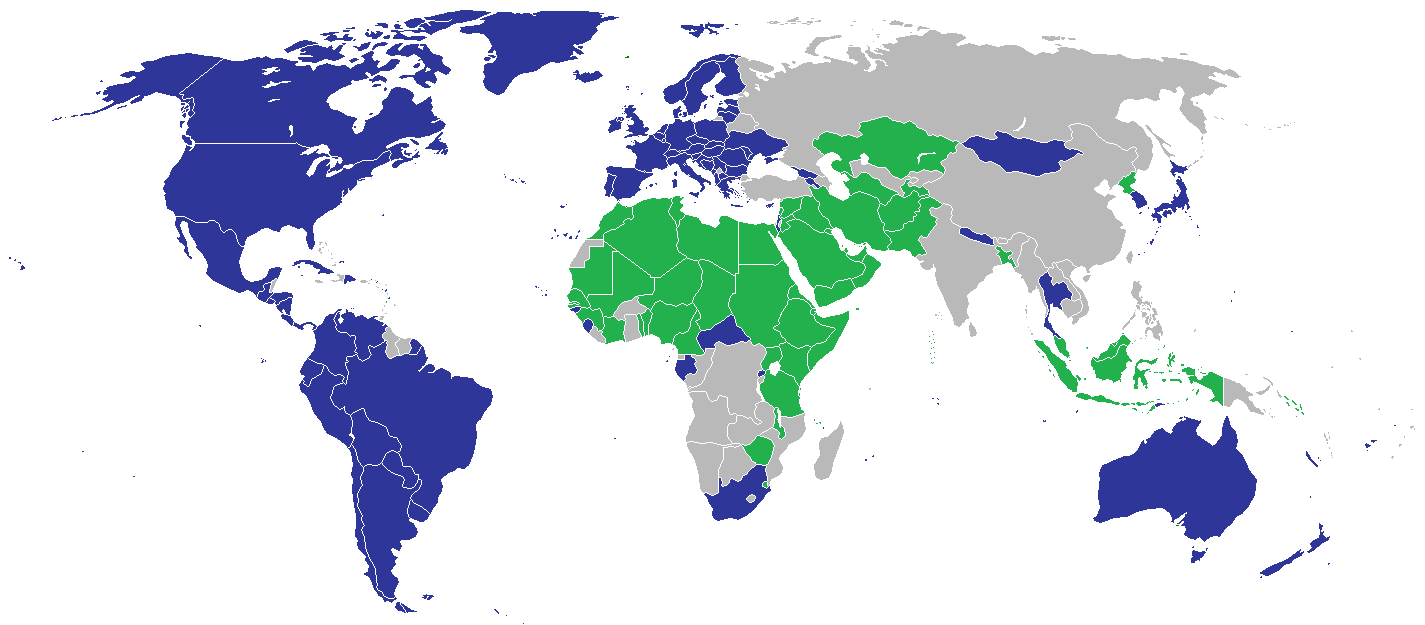
国連における性的指向と性同一性に関する声明への賛否を表した世界地図。青は賛同国、緑は反対表明国。データは2012年6月現在。

国際連合では、1945年の設立から欧州連合の支援の下にオランダとフランス主導で国際連合総会に声明文が提出された2008年12月までの間、LGBTの権利（性的指向や性同一性の違いを平等に扱ったもの）について議論されたことがなかった。この声明は当初「決議」として採択されることを目標とされていたが、アラブ連盟の後押しによる反対声明が提出された。両声明ともに署名が可能なままであり、いずれも国連総会で未だ正式採択されていない。
提出された声明では、性的指向や性同一性に根付いた暴力やハラスメント、差別、社会的排除、恥辱、偏見に対する批難が盛り込まれている。また殺害や処刑への批難、拷問、恣意的な逮捕、資産の収奪、社会的あるいは文化的権利に対しても言及されている。声明文では7項目に「我々は54カ国が国際連合人権理事会長に対して理事会においてこれらの侵害について討議するための機会提供を求めた2006年の声明を想起する」とあり、8項目では「我々は人権委員会の特別手続や条約機関、よってこれらの課題に対して"配慮"を求め、性的指向や性同一性に基づく人権侵害について各々の役割の中で引き続きの配慮を求める」とそれぞれ記載され、国際人権法に付随して性的指向と性同一性についての指針を明確化した文書「ジョグジャカルタ原則」の存在を示しているが、直接的な明記はされていない。
同声明は、LGBT権利擁護を人権課題として避けてきた国連におけるタブーを破るものとして称賛された一方で、反対の立場からは「同性間のパートナー制度や同性結婚、同性カップルの養子縁組、ペドフィリア）やその他の不道徳な行動を正当化するもの」や「同性愛に関して宗教的な教義の自由を狭めるもの」といった批判がある。
2011年6月17日に、南アフリカは国際連合人権理事会において国際連合人権高等弁務官事務所に対してウィーン宣言及び行動計画の履行のために世界規模でLGBT市民の置かれた環境や状況に関する報告書のドラフト作成を求める決議案を定義した。決議案はブルキナファソ、中華人民共和国、ザンビアが棄権し、賛成23票、反対19票で通過となった。同種の議案で初となる通過について「歴史的」と評価された。
2011年12月に出されたレポートでは、ヘイトクライムや同性愛の違法化や差別、LGBT市民に対する権利侵害が報告された。人権高等弁務官のナバネセム・ピレイは同性愛を違法とする制度の撤廃や性的同意年齢の均一化、性的指向に基づく差別に対する包括的な法整備、ヘイトクライムによる事件の再調査などを始めとしたLGBT市民の権利保護対策を求めた。国際連合人権理事会の公表したレポートのは2011年11月17日付けであった。

## 背景
|  | 同性愛を合法とする国       |  |                                       |
|  | 結婚1                      |  | 結婚は認められているが法的適用は無し1 |
|  | シビル・ユニオン           |  | 事実婚                                |
|  | 同性結婚は認められていない |  | 表現や団体の自由を法的に制限          |
|  | 同性愛を違法とする国       |  |                                       |
|  | 強制的罰則はない2          |  | 拘禁                                  |
|  | 終身刑                     |  | 死刑                                  |

同性愛は76か国で違法とされ、そのうち5か国では死刑が罰則規定されている。1980年代に出された国連のAIDS-HIVパンデミックの初期レポートでは同性愛を一因として言及しており、1986年の「人間の自由度指数」　調査では同性愛にを規制する刑法に関連した各国の人権についての記録から判断する具体的な質問が盛り込まれていた。
1994年の「トゥーネン対オーストラリア裁判」では、タスマニア州法における成人間の同意に基づく私的な性行為の法規制が市民的及び政治的権利に関する国際規約の17条で定めたプライバシーの保護に違反するかが争われ、自由権規約人権委員会は同種の法が人権法の違反に当たると判断した。
2003年にヨーロッパ主要国は自由権規約人権委員会にて、同性愛者の権利を人権の基本とみなす「ブラジル決議案」を提唱した。
2006年にはルイ・ジョルーズ・サンの提唱した国際反ホモフォビアの日 （IDAHO）が同性間の関係性の非犯罪化を目指す国際キャンペーンとしてスタートさせた。ノーベル賞受賞者や学者、聖職者、著名人などの国際的な公人の多くが支援している。
2008年に、米州機構の加盟国34か国は、人権保護を性的指向や性同一性にも拡大する提案を全会一致で承認した。
2008年初旬にサンとフランスの人権担当相および外務大臣であったラマ・ヤドとの間で会談が持たれ、その後にヤドは同性愛に対する全般的な差別を国際連盟に求める意向を示し、国際的な関心事項へとして取り上げられるようになった。
それまで欧州連合で輪番議長が行われていたが、フランスとオランダが共同提案で宣言を決議として成立する目標進められているが、総会での正式決議採択への支援が十分でないため、一部の国家による採択の体裁が採られた。
声明は2008年12月18日にアルゼンチン国連大使のホルヘ・アルグエロによって読み上げられ、同性愛者の権利擁護に関する声明として総会において初めて読み上げられたものとなった。

## 性的指向と性同一性に関する声明

### 賛同
声明のための会議における演説では、多くの国々で未だ残る同性愛を規制する法律の多くはイギリスの植民地時代の影響を受けや宗教や慣習からもたらされている点が様々な演説者によって強調されている。
フランスの宣言案に対する支援表明にて、ヤドは「性的指向だけを理由に石をぶつけて殺害されたり、絞首刑を受けたり、首を切り落とされたり、拷問を受けたりする人々が存在する事実に対して、見逃すことができるのだろうか？」と述べた。
イギリスを拠点に活動する活動家のピーター・タッチェルは声明について以下のように述べた。
「国連におけるこの声明の実現によって、多くのLGBT市民や人権団体による世界規模の奮起をもたらされる歴史的なものとなりました。私たちの恊働や団結、連帯によってこの成功を得ることができました。国際反ホモフォビアの日と同様に、私はアムネスティ・インターナショナルやARC International、Center for Women's Global Leadership、COC Nederland、Global Rights、ヒューマン・ライツ・ウォッチ、国際反ホモフォビアの日の国際事務局、IGLHRC、国際レズビアン・ゲイ協会、International Service for Human Rights、Pan Africa ILGA、国際公務労連などの貢献とロビー活動に賛辞を送りたい。」

#### 賛同国
国連加盟国のうち94カ国が、総会または人権理事会またはその両方でLGBTの権利の支持宣言の支援を表明している。表明国の一覧は以下。
| アフリカ - カーボベルデ - 中央アフリカ共和国 - ガボン - ギニアビサウ - モーリシャス - ルワンダ - サントメ・プリンシペ - セーシェル - シエラレオネ - 南アフリカ 南北アメリカ - アルゼンチン - ボリビア - ブラジル - カナダ - チリ - コロンビア · （イニシアティブ国） - コスタリカ - キューバ - ドミニカ国 - ドミニカ共和国 - エクアドル - エルサルバドル | - グアテマラ - ホンジュラス - メキシコ - ニカラグア - パナマ - パラグアイ - ペルー - アメリカ · （イニシアティブ国） - ウルグアイ - ベネズエラ アジア - イスラエル - 日本 - モンゴル - ネパール - 韓国 - タイ - 東ティモール ヨーロッパ - アルバニア - アンドラ - アルメニア - オーストリア - ベルギー - ボスニア・ヘルツェゴビナ | - ブルガリア - クロアチア - キプロス - チェコ - デンマーク - エストニア - フィンランド - フランス · （イニシアティブ国） - ジョージア - ドイツ - ギリシャ - ハンガリー - アイスランド - アイルランド - イタリア - ラトビア - リヒテンシュタイン - リトアニア - ルクセンブルク - 北マケドニア - マルタ - モルドバ - モナコ - モンテネグロ - オランダ · （イニシアティブ国） - ノルウェー | - ポーランド - ポルトガル - ルーマニア - サンマリノ - セルビア - スロバキア - スロベニア · （イニシアティブ国） - スペイン - スウェーデン - スイス - ウクライナ - イギリス オセアニア - オーストラリア - ミクロネシア連邦 - フィジー - マーシャル諸島 - ナウル - ニュージーランド - パラオ - サモア - ツバル - バヌアツ |

### 反対表明
声明に対する最初の反対意見は、2008年12月の初旬に国際連合総会オブザーバー役のローマ教皇庁に所属するセレスティーノ・ミリオーレ大司教から上がったもので、声明の採択によって加盟国に同性結婚の強制力が働いてしまうことへの懸念であった。
「声明が採択されることによって、新たな深い差別を生みかねない。同性間カップルに対して婚姻を認めない国家が批判にさらされたり、承認を強いる圧力がかかる事例が起こり得るでしょう。」
声明草案に対するバチカンの反対意見の中核は性同一性の概念に関連している。2008年12月19日にミリオーレ大司教は以下の発言を行なっている。
「特に、文中にある『性的指向』や『性同一性』という区分ですが、国際法による認証や、合意済の明確な定義が見当たりません。もしこれらを基本的権利として宣言したり実際に取り入れることを考慮しなければならないとしたら、法制度において非常に曖昧な点を残すことになり、また国家間の新旧の人権条約や基準の効果を損なうものにもなり得ると考えられます。」
しかしながら、同性愛に対する法的な差別に反対するバチカンの立場もミリオーレ大司教は明確に表明している。
「ローマ教皇庁は同性愛者に対する不当な差別も認められるべきものではなく、彼らに刑事罰を与える国家に対しては廃止を求めています。」
ローマ教皇庁の論拠に対してイタリアの新聞『ラ・スタンパ』は「グロテスク」と評し、「イタリアなどの同性間の関係性の法的承認を与えていなかった国々が法的承認を与える連鎖反応が起こることを恐れている」と主張している。
アメリカ合衆国は国内法との競合を理由に挙げており 、ロシアや中国、バチカン、イスラム協力機構などと同様に当初は拘束力のない措置には反対していた。バチカンの特使は「これまでの人権の基準を刺激するものである」という声明を発表した。2009年2月にバラク・オバマ大統領によってアメリカは賛同国の立場に方針転換を行った。
57か国が賛成に回った反対声明がシリア代表により総会において読み上げられた。この声明はイスラム協力機構の働きかけによるもので、性的指向は遺伝子コードが原因とする考えを拒絶して国際的な人権の枠組みを弱めるものであると主張するものであり、加えて「本質的に各国の法的管轄にある事柄を掘り下げて考えている」とし、「小児性愛をも含む嘆かわしい行動を社会的正常や正当化させる」ことに繋がると主張するものであった。また同機構はスウェーデンの後押しで行われいた即決の処刑を避難する正式決議の採択にて「性的指向」を削除する土壇場の試みに失敗しているが、最近になり投票で除去され、その後の投票で元に戻されている。

#### 反対声明署名国
2008年の反対声明には57か国が共同提案を行っている。一部の国はその後LGBTの人権擁護に賛同の立場に転換している。
| アフリカ - アルジェリア - ベナン - カメルーン - チャド - コモロ - コートジボワール - ジブチ - エジプト - エリトリア - エチオピア - ガンビア - ギニア - ケニア - 大リビア・アラブ社会主義人民ジャマーヒリーヤ国 - マラウイ - マリ - モーリタニア - モロッコ - ニジェール - ナイジェリア | - ルワンダ (2011に離脱) - セネガル - シエラレオネ (2011に離脱) - ソマリア - スーダン - スワジランド - タンザニア - トーゴ - チュニジア - ウガンダ - ジンバブエ アメリカ - セントルシア アジア - アフガニスタン - バーレーン - バングラデシュ - ブルネイ - インドネシア - イラン | - イラク - ヨルダン - カザフスタン - クウェート - レバノン - マレーシア - モルディブ - 朝鮮民主主義人民共和国 - オマーン - パキスタン - カタール - サウジアラビア - シリア イニシアチブ - タジキスタン - トルクメニスタン - アラブ首長国連邦 - イエメン オセアニア - フィジー (2011に離脱) - ソロモン諸島 |

## 人権理事会決議とその議論
2011年6月17日に、差別と性的指向に関する調査を求める決議(A/HRC/17/L.9/Rev.1)が南アフリカにより提出され、賛成23、反対19、棄権3で採択された。この採択が国連において初めて採択されたLGBT市民の権利に言及した決議となり、国際連合人権高等弁務官事務所のナバネセム・ピレイ が世界中のLGBTの人々が直面する課題についての国連報告書の作成を命じられた。この決議の投票結果は以下となった。
| アフリカ (13) · 南アフリカ イニシアチブ - アンゴラ — 反対 - ブルキナファソ — 棄権 - カメルーン — 反対 - ジブチ — 反対 - ガボン — 反対 - ガーナ — 反対 - 大リビア・アラブ社会主義人民ジャマーヒリーヤ国 — 保留 - モーリタニア — 反対 - モーリシャス — 賛成 - ナイジェリア — 反対 - セネガル — 反対 - ウガンダ — 反対 - ザンビア — 棄権 | アジア太平洋 (13) - バーレーン — 反対 - バングラデシュ — 反対 - 中国 — 棄権 - 日本 — 賛成 - ヨルダン — 反対 - キルギス — 棄権 - マレーシア — 反対 - モルディブ — 反対 - 韓国 — 賛成 - パキスタン — 反対 - カタール — 反対 - サウジアラビア — 反対 - タイ — 賛成 | 東ヨーロッパ (6) - ハンガリー — 賛成 - ポーランド — 賛成 - モルドバ — 反対 - ロシア — 反対 - スロバキア — 賛成 - ウクライナ — 賛成 | ラテンアメリカとカリブ海 (8) - アルゼンチン — 賛成 - ブラジル — 賛成 - チリ — 賛成 - キューバ — 賛成 - エクアドル — 賛成 - グアテマラ — 賛成 - メキシコ — 賛成 - ウルグアイ — 賛成 | 西ヨーロッパほか (7) - ベルギー — 賛成 - フランス — 賛成 - ノルウェー — 賛成 - スペイン — 賛成 - スイス — 賛成 - イギリス — 賛成 - アメリカ — 賛成 |